# Salavre

Salavre este o comună în departamentul Ain din estul Franței.